# Staré Podhradí (Černá Voda)
Staré Podhradí (do roku 1948  Starý Kaltštejn, niem. Alt-Kaltenstein, Altkaltenstein, Alt Kaltenstein) – wieś (osada), część gminy Černá Voda, położona w kraju ołomunieckim, w powiecie Jesionik, w Czechach.